# Kim Sands
Pour les articles homonymes, voir Sands.
Kim Sands (née le 11 octobre 1956) est une joueuse de tennis américaine, professionnelle dans les années 1980.
Elle a atteint le 44e rang mondial en simple le 2 avril 1984 et le 31e en double le 17 août 1987.

## Palmarès

### Titre en simple dames
Aucun

### Finales en simple dames
| No | Date       | Nom et lieu du tournoi               | Catégorie   | Dotation | Surface         | Vainqueure      | Score    |          |
| -- | ---------- | ------------------------------------ | ----------- | -------- | --------------- | --------------- | -------- | -------- |
| 1  | 16-02-1981 | Avon Futures of Nashville, Nashville | Futures     | 30 000 $ | Moquette (int.) | Susan Leo       | 7-6, 6-3 | Parcours |
| 2  | 16-01-1984 | Ginny of Colorado, Denver            | VS Tour C1+ | 50 000 $ | Dur (int.)      | Mary Lou Piatek | 6-1, 6-1 | Parcours |

### Titre en double dames
| No | Date       | Nom et lieu du tournoi                      | Catégorie | Dotation  | Surface         | Partenaire | Finalistes                  | Score         |          |
| -- | ---------- | ------------------------------------------- | --------- | --------- | --------------- | ---------- | --------------------------- | ------------- | -------- |
| 1  | 02-03-1981 | Avon Championships of Los Angeles Inglewood |           | 150 000 $ | Moquette (int.) | Susan Leo  | Peanut Louie Marita Redondo | 6-1, 4-6, 6-1 | Parcours |

### Finales en double dames
| No | Date       | Nom et lieu du tournoi                       | Catégorie | Dotation  | Surface         | Vainqueures                           | Partenaire      | Score    |          |
| -- | ---------- | -------------------------------------------- | --------- | --------- | --------------- | ------------------------------------- | --------------- | -------- | -------- |
| 1  | 02-02-1981 | Avon Futures of Central Pennsylvania Hershey | Futures   | 30 000 $  | Dur (int.)      | Laura duPont Barbara Jordan           | Andrea Buchanan | 7-5, 6-3 | Parcours |
| 2  | 03-03-1986 | Virginia Slims of Pennsylvania Hershey       |           | 75 000 $  | Moquette (int.) | Candy Reynolds Anne Smith             | Sandy Collins   | 7-6, 6-1 | Parcours |
| 3  | 15-09-1986 | Eckerd Open Largo Tampa                      |           | 125 000 $ | Dur (ext.)      | Elise Burgin Rosalyn Fairbank         | Gigi Fernández  | 7-5, 6-2 | Parcours |
| 4  | 09-02-1987 | Virginia Slims of Oklahoma Oklahoma City     |           | 75 000 $  | Dur (int.)      | Svetlana Parkhomenko Larisa Savchenko | Lori McNeil     | 6-4, 6-4 | Parcours |

## Parcours en Grand Chelem

### En simple dames
| Année | Open d'Australie (janvier) | Open d'Australie (janvier) | Internationaux de France | Internationaux de France | Wimbledon       | Wimbledon       | US Open         | US Open        | Open d'Australie (décembre) | Open d'Australie (décembre) |
| ----- | -------------------------- | -------------------------- | ------------------------ | ------------------------ | --------------- | --------------- | --------------- | -------------- | --------------------------- | --------------------------- |
| 1978  | n/a                        | n/a                        | -                        | -                        | -               | -               | -               | -              | 2e tour (1/8)               | C. Matison                  |
| 1980  | n/a                        | n/a                        | 1er tour (1/32)          | Kathleen Horvath         | 1er tour (1/64) | Kathy Jordan    | 1er tour (1/64) | Chris Evert    | -                           | -                           |
| 1981  | n/a                        | n/a                        | 2e tour (1/32)           | Candy Reynolds           | 2e tour (1/32)  | Lele Forood     | 1er tour (1/64) | Candy Reynolds | -                           | -                           |
| 1982  | n/a                        | n/a                        | 1er tour (1/64)          | Iva Budařová             | 1er tour (1/64) | Sabina Simmonds | 1er tour (1/64) | Barbara Potter | -                           | -                           |
| 1983  | n/a                        | n/a                        | 2e tour (1/32)           | Sylvia Hanika            | 2e tour (1/32)  | Yvonne Vermaak  | 1er tour (1/64) | Kate Gompert   | -                           | -                           |
| 1984  | n/a                        | n/a                        | 1er tour (1/64)          | Iva Budařová             | 1er tour (1/64) | Elise Burgin    | 1er tour (1/64) | Peanut Louie   | -                           | -                           |
| 1985  | n/a                        | n/a                        | 2e tour (1/32)           | C. Tanvier               | -               | -               | -               | -              | -                           | -                           |
| 1986  | n/a                        | n/a                        | -                        | -                        | 1er tour (1/64) | Robin White     | 1er tour (1/64) | Kathy Jordan   | n/a                         | n/a                         |

À droite du résultat, l’ultime adversaire.

### En double dames
| Année | Open d'Australie (janvier) | Open d'Australie (janvier) | Internationaux de France      | Internationaux de France  | Wimbledon                   | Wimbledon                 | US Open                       | US Open                    | Open d'Australie (décembre) | Open d'Australie (décembre) |
| ----- | -------------------------- | -------------------------- | ----------------------------- | ------------------------- | --------------------------- | ------------------------- | ----------------------------- | -------------------------- | --------------------------- | --------------------------- |
| 1979  | n/a                        | n/a                        | 1er tour (1/16) Silvana Urroz | Ilana Kloss B. Stuart     | 3e tour (1/8) A. Buchanan   | Sue Barker Ann Kiyomura   | -                             | -                          | -                           | -                           |
| 1980  | n/a                        | n/a                        | 1er tour (1/16) C. Stoll      | Kate Latham S. Margolin   | 3e tour (1/8) A. Buchanan   | C. Reynolds Paula Smith   | 2e tour (1/16) C. Stoll       | Anne Hobbs Debbie Jevans   | -                           | -                           |
| 1981  | n/a                        | n/a                        | 1er tour (1/32) K. Horvath    | H. Mandlíková Betty Stöve | 3e tour (1/8) A. Buchanan   | Sherry Acker Nina Bohm    | 1er tour (1/32) Pilar Vásquez | Laura duPont B. Jordan     | -                           | -                           |
| 1982  | n/a                        | n/a                        | 1er tour (1/32) S. Simmonds   | N. Neviaser Kim Steinmetz | 1er tour (1/32) S. Simmonds | Chris Evert Kathy Rinaldi | 1er tour (1/32) Rene Blount   | M. L. Piatek Wendy White   | 1er tour (1/16) C. Vanier   | Helena Suková C. Tanvier    |
| 1983  | n/a                        | n/a                        | 2e tour (1/16) Lisa Bonder    | Kathy Jordan Anne Smith   | 1er tour (1/32) Pam Casale  | Elise Burgin A. Moulton   | 1er tour (1/32) Lisa Bonder   | Jenny Klitch R. Tomanová   | -                           | -                           |
| 1984  | n/a                        | n/a                        | 3e tour (1/8) C. Vanier       | C. Benjamin Raschiatore   | 2e tour (1/16) C. Vanier    | R. Fairbank C. Reynolds   | 1er tour (1/32) Pam Casale    | Kathy Jordan E. Sayers     | -                           | -                           |
| 1985  | n/a                        | n/a                        | 2e tour (1/16) Lori McNeil    | B. Nagelsen Anne White    | 1er tour (1/32) Lori McNeil | S. Cherneva L. Savchenko  | 3e tour (1/8) Lori McNeil     | Kohde-Kilsch Helena Suková | -                           | -                           |
| 1986  | n/a                        | n/a                        | -                             | -                         | 1er tour (1/32) C. Benjamin | K. Maleeva M. Maleeva     | 2e tour (1/16) Rosie Casals   | Kohde-Kilsch Helena Suková | n/a                         | n/a                         |
| 1987  | -                          | -                          | -                             | -                         | -                           | -                         | 1er tour (1/32) K. Foxworth   | B. Cordwell Anne Minter    | n/a                         | n/a                         |

Sous le résultat, la partenaire ; à droite, l’ultime équipe adverse.

### En double mixte
| Année | Open d'Australie (janvier), | Open d'Australie (janvier), | Internationaux de France      | Internationaux de France  | Wimbledon                  | Wimbledon                   | US Open                    | US Open              | Open d'Australie (décembre), | Open d'Australie (décembre), |
| ----- | --------------------------- | --------------------------- | ----------------------------- | ------------------------- | -------------------------- | --------------------------- | -------------------------- | -------------------- | ---------------------------- | ---------------------------- |
| 1979  | n/a                         | n/a                         | -                             | -                         | 2e tour (1/16) R. Crawford | Silvana Urroz J. L. Damiani | -                          | -                    | n/a                          | n/a                          |
| 1981  | n/a                         | n/a                         | 1er tour (1/16) Bruce Nichols | Andrea Jaeger Jimmy Arias | -                          | -                           | -                          | -                    | n/a                          | n/a                          |
| 1982  | n/a                         | n/a                         | -                             | -                         | 2e tour (1/16) Matt Doyle  | W. Turnbull John Lloyd      | -                          | -                    | n/a                          | n/a                          |
| 1984  | n/a                         | n/a                         | 3e tour (1/8) Haroon Ismail   | B. Jordan Scott Davis     | 1er tour (1/32) Matt Doyle | E. Sayers S. Stewart        | -                          | -                    | n/a                          | n/a                          |
| 1985  | n/a                         | n/a                         | 1er tour (1/32) Haroon Ismail | Paula Smith F. González   | -                          | -                           | -                          | -                    | n/a                          | n/a                          |
| 1986  | n/a                         | n/a                         | -                             | -                         | -                          | -                           | 1er tour (1/16) Mike Leach | C. Suire Chip Hooper | n/a                          | n/a                          |

Sous le résultat, le partenaire ; à droite, l’ultime équipe adverse.

## Classements WTA

### Classements en simple en fin de saison
| Année | 1983 | 1984 | 1985 | 1986 | 1987 | 1988 |
| Rang  | 66   | 107  | 128  | 128  | 364  | 527  |

Source : (en) « Classements de Kim Sands », sur le site officiel du WTA Tour

### Classements en double en fin de saison
| Année | 1986 | 1987 |
| Rang  | 38   | 116  |

Source : (en) « Classements de Kim Sands », sur le site officiel du WTA Tour